# HD176723
HD176723 — хімічно пекулярна зоря спектрального класу F1, що має видиму зоряну величину в смузі V приблизно  5,7.
Вона  розташована на відстані близько 210,8 світлових років від Сонця.